# Edmé-François Mallet
Edmé-François Mallet (1713-1755) fue un religioso, enciclopedista, traductor y escritor francés.
Fue traductor de la Historia de las Guerra Civiles de Davila, y redactor de los artículos de teología y literatura de L'Encyclopédie.

## Biografía
Mallet nació en Melun, fue a París y después de finalizar sus estudios se convirtió en el preceptor de Lalive de Jully (1725-1775), introductor de embajadores, miembro honorario de la academia de pintura, talentoso para la miniatura y grabador al aguafuerte, componiendo un gabinete de tablas escogidas de pinturas de los Países Bajos e Italia.
Mallet tras recibir las órdenes sagradas obtuvo un doctorado de la Casa de Navarra[cita requerida]. en 1744 fue cura de Melun, y llamado más tarde a París, fue profesor de teología en el Colegio de Navarra.  Boyer, el obispo de Mirepoix le dio un canonicato o prebenda tras examinar la falsedad de la acusación de jansenismo por la «Gaceta eclesiástica»  y murió de un linfa el 25 de septiembre de 1755.
Escribió de lo siguiente: principios para lectura de los poetas, ensayo sobre el estudio de las bellas letras, ensayo sobre la oratoria, historia de las guerras civiles de Francia traducido del italiano de Davila, artículos en la L'Encyclopédie sobre teología, a los que imprimió una orientación reaccionaria, y sobre bellas artes. 
Dejó materiales para una historia general de las guerras después del establecimiento de la monarquía hasta Luis XIV de Francia y materiales para una historia del Concilio de Trento para refutar a Fra-Paolo, y editó del conde de Avaux «Negociaciones del conde de Avaux en Holanda», París, 1754, 6 vols.

## Obras
- Essai sur l'estude des belles-lettres, París, 1747, in-12º.
- Principes pour la lecture des poetes, París, 1747, in-12º.
- Essai sur les bienseances oratories, París, 1753, in-12º.
- Principes pour la lecture des orateurs, París, 1753, 2 vols., in-12º.
- Histoire de les guerres civiles de France, París, 1757, 3 vols., in-4º.